# Fresky v kostele svatého Jiljí (Praha)
Fresky v kostele svatého Jiljí v Praze jsou dílem českého malíře a freskaře Václava Vavřince Reinera. Vznikly v rámci barokní přestavby kostela v letech 1733–1735.

## Smlouva o výmalbě
Smlouva na vymalování kostela Reinerem se nedochovala, jeho práce je dokumentována v souvislosti se štukatérem kostela Bernardem Spinettim, který vytvořil štukovou výzdobu kostela a štukové rámce, do nichž mohl Reiner fresky vmalovat. Tyto fresky byly dokončeny roku 1735. Rudolf Chadraba uvádí, že Reiner měl k tomuto kostelu osobní vztah, protože získal ve farnosti tohoto kostela dům a v kostele sv. Jiljí byl poté i pohřben. Pavel Preiss naopak uvádí, že Reiner byl farníkem kostela sv. Martina ve zdi a v kostele sv. Jiljí si pouze zařídil pohřbení a sloužení mší. Toto tvrzení je dokonce doloženo Reinerovým testamentem z 2. října 1743, který se nachází v Archivu hlavního města Prahy ve Sbírce rukopisů.
Původně mělo být Reinerovi vyplaceno 4 000 zlatých za provedení všech výmaleb, ale sám autor slevil na 1 000 zlatých za narozeninové a týdenní zádušní mše. Přesto se však konvent celkovou barokní přestavbou kostela započatou roku 1733 zadlužil – sbírka na přestavbu celého kostela vynesla pouhých 1816 zlatých. Zachoval se i záznam o vyplacení honoráře Reinerovi za zhotovení freskové výmalby. Ten je datován do 4. května roku 1735 a nachází se v Národním archivu ČR v řádovém archivu, kam na něj odkazuje Preiss, který zároveň píše, že se první zmínka o tomto dokumentu objevila v článku Jaroslava Kampera z roku 1899: Fresky Vácslava Vavřince Reinera ve chrámu svatojilském v Praze, Světozor, str. 455–504.

## Motivy výmalby

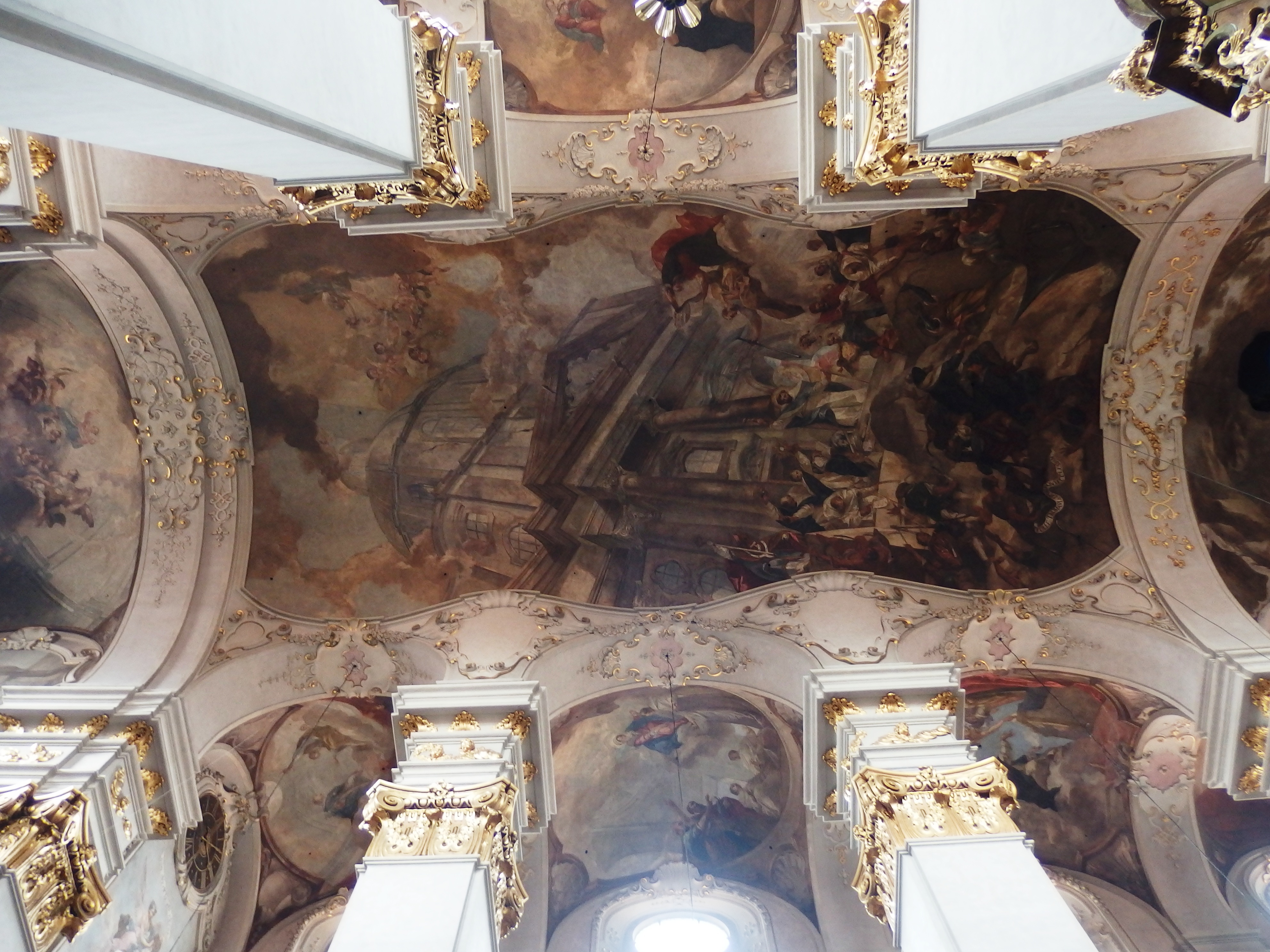
Vidění papeže Inocence III. s lateránskou bazilikou, kterou hájí dominikánští světci proti heretikům

Jedná se o freskovou výmalbu kostela na klenbě hlavní lodi, klenbu nad chórem a hlavním oltářem, výmalbu konchy v závěru hlavní lodi, výmalbu pravé boční lodi, levé boční lodi, kruchty a kůru. Tyto výmalby doplňují barokní ráz interiéru kostela, jehož hlavní loď je zaklenuta rozměrnou českou plackou bez klenebních pasů, čímž umožnil Reinerovi vytvářet rozsáhlou barokní malbu. Tyto klenby jsou v českém prostředí zaznamenány již od roku 1700 a byly vyvrcholením tendence vytvářet stále širší a větší prostory pro rozměrné malby. Témata fresek mají za cíl reprezentovat dominikánský řád, jemuž kostel věnoval i s veškerým vybavením v roce 1625 díky Ferdinand II. Štýrský po utrakvistech, jimž po husitských nepokojích kostel náležel. K těmto malbách, objednaným dominikány, se dochovaly dvě Reinerovy olejové skici, a to k motivu ústřední fresky s tematikou vidění Inocence III. a k fresce Narození sv. Tomáše Akvinského.
První téma výmalby kostela se týká řádu dominikánů, jeho historie a světců. Toto téma je pojato v hlavní lodi v největším klenebním poli, které dominuje celému stropu. Toto klenební pole sjednocuje tři velká klenební travé nad hlavní lodí kostela. Jedná se o téma s názvem, které Pavel Preiss pojmenoval jako „Alegorická variace na vidění papeže Inocence III. s hroutící se lateránskou bazilikou, hájenou dominikánskými světci proti útoku heretiků“. Kromě sv. Dominika, který stojí u vchodu iluzivně pojatého chrámu, se na tomto výjevu objevuje i sv. Tomáš Akvinský a další světci, kteří brání Církev před heretiky pod chrámem.
Téma zobrazuje tradovanou legendu, podle níž papež Inocenc III. téměř schválil založení dominikánského řádu – podle legendy totiž Inocenc III. zprvu nechtěl schválit založení řádu. Ve snu se mu však zjevil sv. Dominik jako ochránce Církve, která měla právě podobu lateránské baziliky a Inocenc III. byl nakloněn možnosti udělit svůj souhlas – zemřel však dříve, než stihl souhlas realizovat a téměř zázračně myšlenku založení řádu přijal jeho nástupce Honorius III. Právě na této fresce Reiner prokázal své mistrovství v zobrazování iluzivní architektury a jejich propojenosti se živými postavami, které je známo již například z předchozích jeho freskových prací, a to například z kostela sv. Jana Nepomuckého na Hradčanech, jehož výmalbu dokončil v roce 1727. Dominikánské téma je také umístěno v pravé boční lodi, kde se nacházejí alegorizující fresky k oslavě sv. Dominika a jeho atributů (např. psa s hořící pochodní). Objevuje se zde i Panna Maria. Další dominikánské téma na jižní stěně nad kruchtou je motiv, který Preiss „Zavraždění inkvizitora Jakuba Schwenkfelda a bratří dominikánů husity v Praze“. Jedná se však o překlep ve jméně, mělo by se jednat o Jana Schwenkfelda, který byl slezským inkvizitorem a bydlel v klášteře u sv. Klimenta v Praze, kam v roce 1341 vnikli dva kacíři, vylákali jej z bytu a ubodali dýkami. Na základě této události byl poté Jan Schwenkfeld v klášteře ctěn jako mučedník. V tomto motivu se prolíná téma pražských řádových mučedníků, zavraždění Jana Schwenkfelda i vypuzení a údajné pobití bratří husity, které se událo 8. 8. 1420, kdy byl přepaden konvent u sv. Klimenta a dům inkvizice u sv. Jana na Zábradlí. V této malbě se tedy střetává více časových rovin. Na severní stěně nad kruchtou se nachází motiv „Drancování kláštera sv. Anežky se zraněním převora dominikánů Matěje“. Motiv v klenbě nad kruchtou, pojmenoval Preiss „Panna Maria s anděly se zjevuje dominikánům při modlitbě Zdrávas Královno v Bologni“. 
Druhým podstatným tématem je téma sv. Tomáše Akvinského, které se prolnulo s tematikou sv. Dominika v hlavní lodi. Sv. Tomáš Akvinský je stejně jako sv. Dominik světcem řádu dominikánů, tedy oba tito světci jsou na obrazech oděni do řeholního dominikánského roucha, které sestává z bílého hábitu a škapulíře, z koženého pásku, růžence a černého pláště s kapucí. Fresky s tematikou sv. Tomáše Akvinského Reiner vymaloval do levé boční lodi, díky čemuž tento freskový cyklus tvoří pandán k cyklu fresek pravé boční lodi se sv. Dominikem.

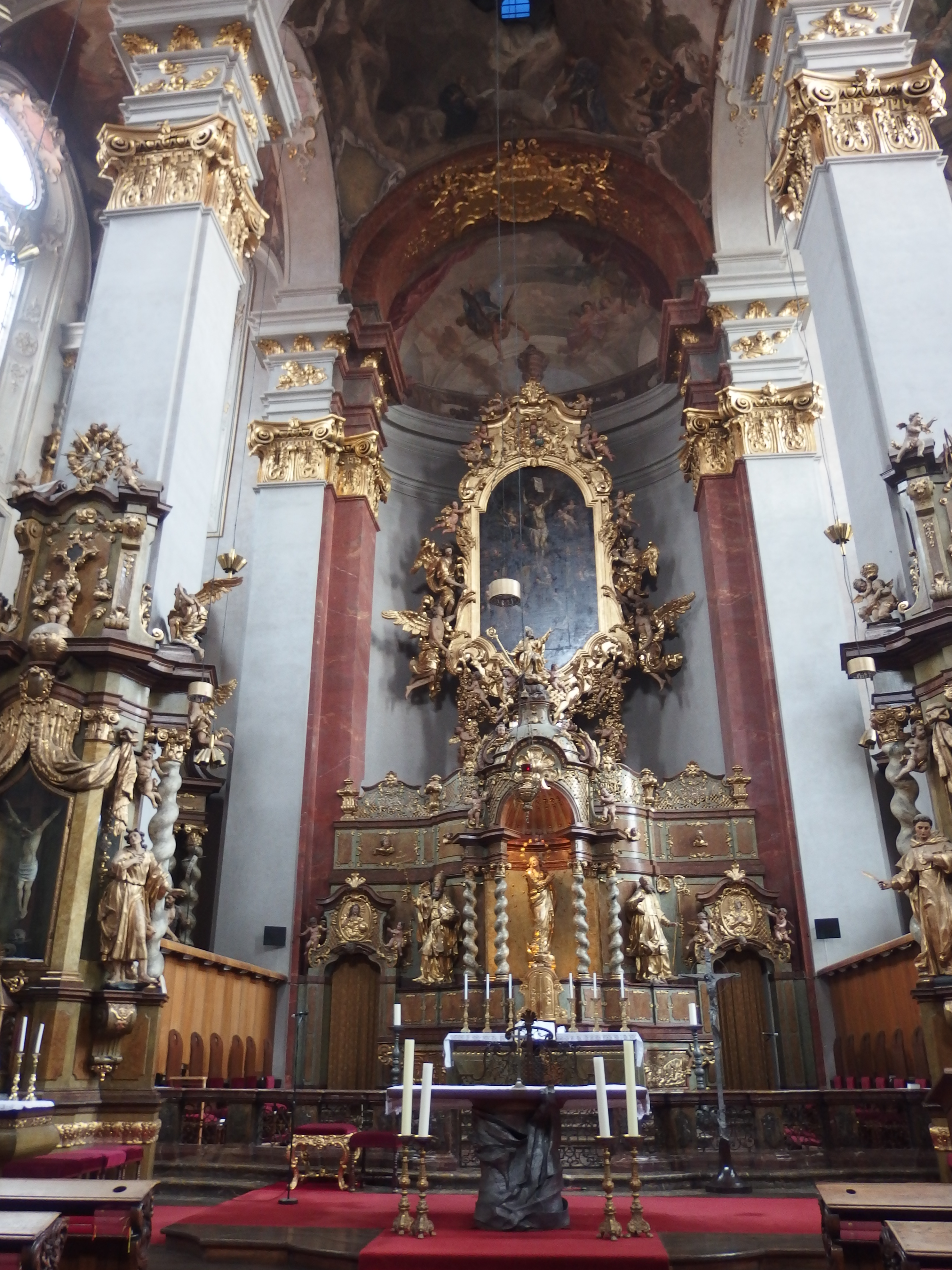
Výzdoba interiéru kostela sv. Jiljí

Dalším tématem je patron kostela sv. Jiljí, který již byl kostelu přidělen ještě před příchodem dominikánů. Námět se sv. Jiljím je vymalován v klenbě nad chórem a hlavním oltářem. Výjev představuje setkání vizigótského krále Wamby se sv. Jiljím v jeskyni. Sv. Jiljí byl poustevníkem v 7. století, narodil se v Athénách a zemřel ve Francii v St-Gilles. Podle legendy jej navštěvovala každý den laň, která poustevníka sytila svým mlékem. Královští myslivci chtěli laň zabít, ale záhadně se jim to nedařilo. Jednoho dne se král rozhodl, že ji zkusí zabít sám. Střílel za ní naslepo a laň utekla do jeskyně, kde byl omylem královým šípem postřelen Jiljí. Král jej chtěl odprosit penězi, ale poustevník žádal pouze o založení kláštera Saint-Gilles, jehož se stal opatem. Na této fresce sv. Jiljí klečí před oltářem z kamene v jeskyni a místo něj je postřelena laň, před ním klečí král a nabízí poustevníkovi list s půdorysem, který je Preissem interpretován jako král Wamba z legendy o svatém Jiljí – zároveň uvádí variantu legendy, kdy král postřelí přímo poustevníka. Za Wambou se poté nachází králova družina.
Tyto hlavní motivy byly následně doplněné výjevy s anděly v konše v závěru hlavní lodi a v podklenutí kruchty. Na stěnách po stranách kůru byly dále vyvedeny alegorie upřímnosti a zbožnosti. 

## Spor mezi dominikány a jezuity

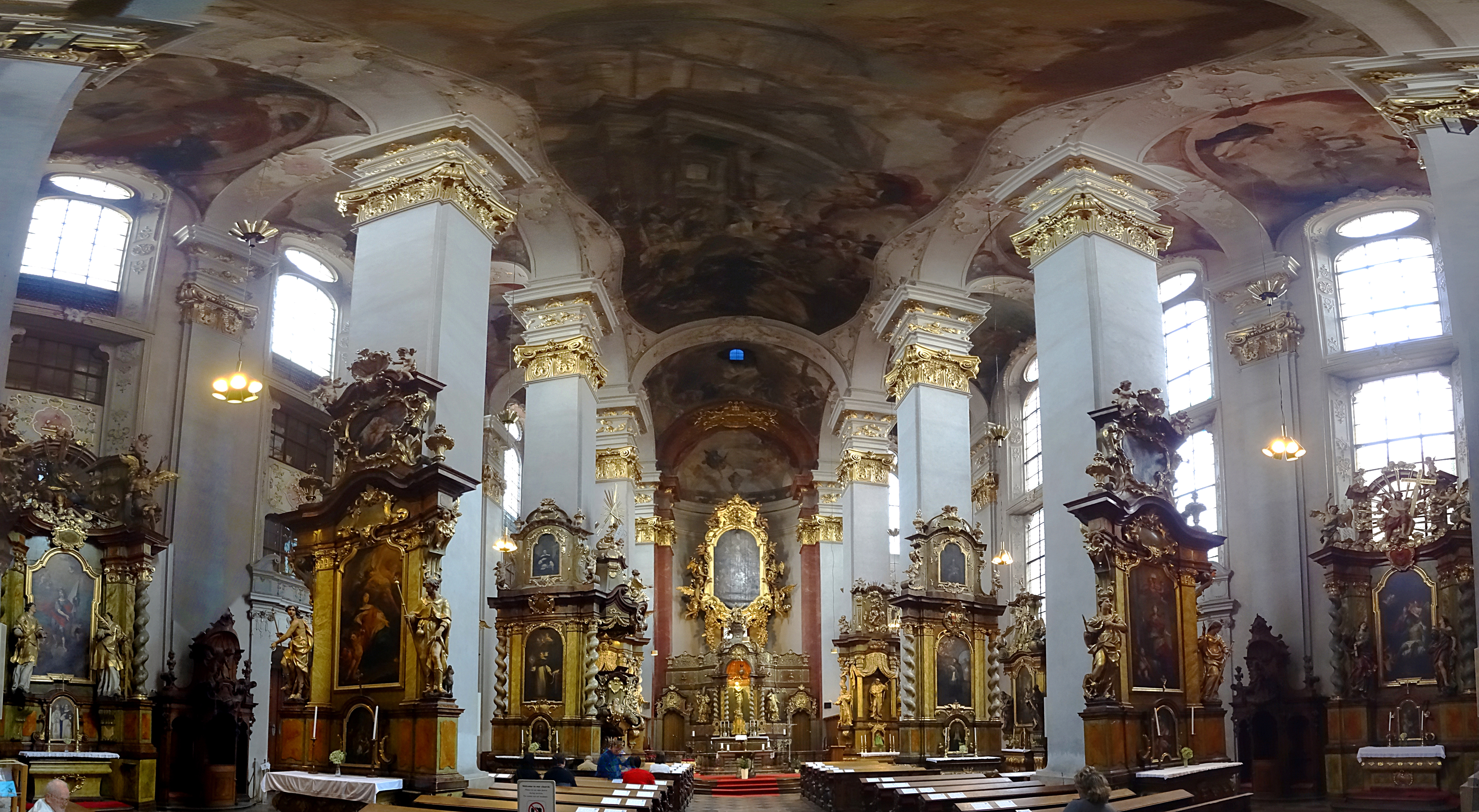
Interiér kostela sv. Jiljí

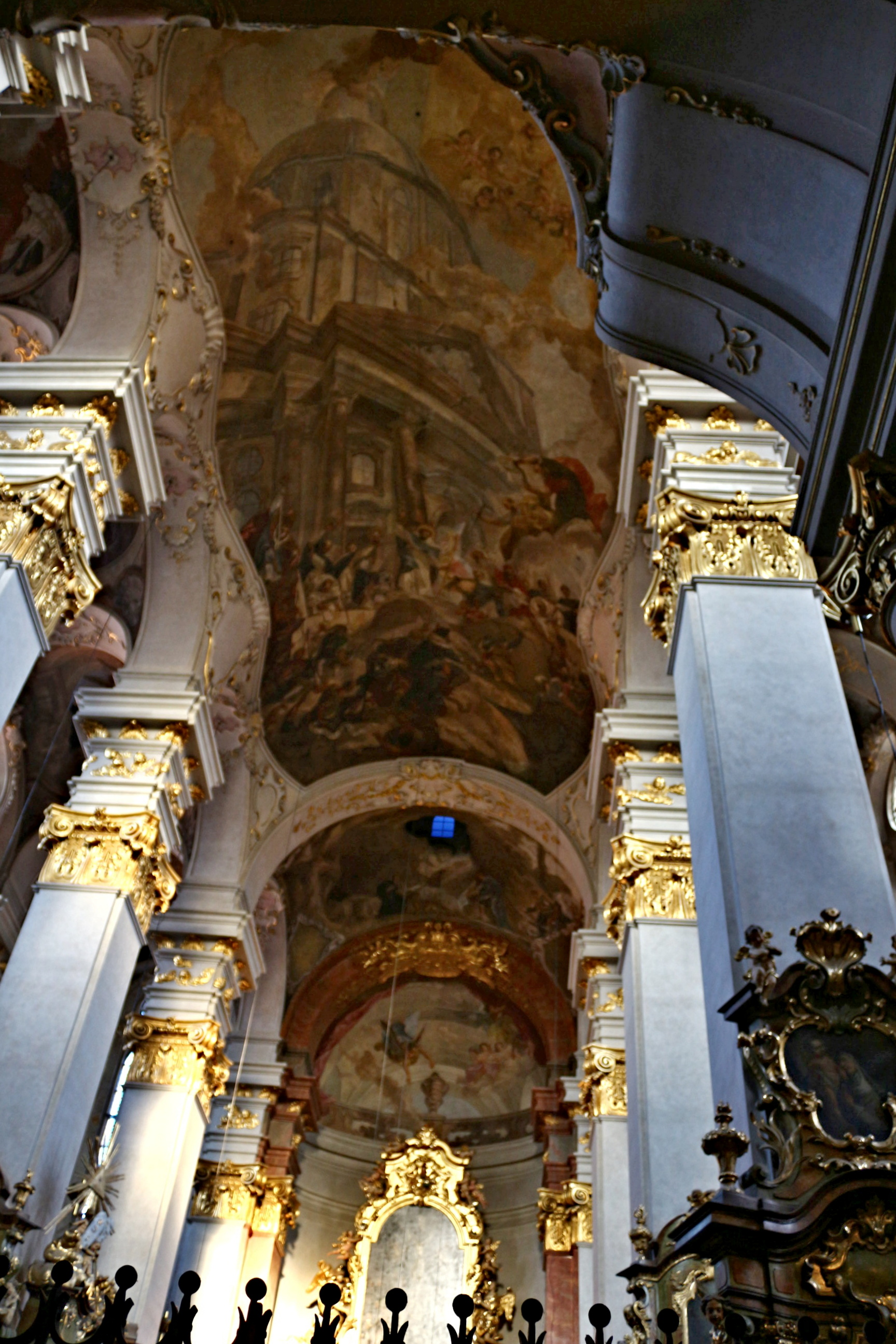
pohled na fresky v hlavní lodi

Ačkoliv byly malby dokončeny roku 1735, pod polem levé boční lodi bylo nutné znovu vystavět lešení. Důvodem tohoto zásahu do již hotové výmalby byl spor mezi jezuity a dominikány. Představený jezuitů, Norbert Streer, kontaktoval pražského arcibiskupa Jana Mořice a napadl dvě témata fresek v levé boční lodi. Následně měsíc poté napadl i téma výjevu na stěně varhanní kruchty. Všechny tyto výjevy byly označeny jako narážky na spor mezi jezuity a dominikány – spor mezi tomismem a molinismem. Obě tyto stížnosti se dochovaly a první z nich z 19. prosince roku 1734 je uložena v Národním archivu ČR a druhá z 17. ledna roku 1735 je uložena v Archivu pražského arcibiskupství. O obou těchto smlouvách se poprvé v literatuře zmiňuje Pavel Preiss ve své dřívější publikaci z roku 1988: Umění baroka - Malířství.

## Restaurování fresek
Během své historie prošly Reinerovy fresky celou řadou větších úprav. První provedl roku 1897 malíř Jan Heřman, který použil nevhodnou fixaci fresek; celá výmalba pak ztmavla a stala se téměř nečitelnou. Roku 1931, kdy bylo přemalováno pět polí na východní straně kostela, která zakrývala odpadlá místa přemalbami. Od roku 2002 do roku 2006 restaurovali fresky Mojmír a Radana Hamsíkovi, další velkou opravu řídil v roce 2010 Tomáš Berger.